# Karine Havas
Karine Havas, née le 14 avril 1976, est une joueuse internationale française de volley-ball. Elle évolue au poste de passeuse.

## Carrière
Elle compte 101 sélections en équipe de France de volley-ball féminin, de 1994 à 2002 et en est la capitaine en 2000 et 2002. Elle est championne de France de Ligue A féminine à trois reprises avec le Racing Club de Cannes et compte plusieurs participations au Final Four de la Ligue des champions.
Elle est notamment médaillée de bronze à l'Universiade d'été de 1999 et aux Jeux méditerranéens de 2001.